# Cirroedia
Cirroedia là một chi bướm đêm thuộc họ Noctuidae.